# Paris Masters 2014
Il Paris Masters 2014, ufficialmente BNP Paribas Masters 2014 per motivi di sponsorizzazione, è stato un torneo di tennis giocato sul cemento indoor. È stata la 43ª edizione del Paris Masters, che fa parte della categoria ATP World Tour Masters 1000 nell'ambito dell'ATP World Tour 2014. È stato l'ultimo torneo ATP della stagione prima delle World Tour Finals. Il torneo si è giocato al Palais omnisports de Paris-Bercy di Parigi, in Francia, dal 25 ottobre al 2 novembre 2014.

## Partecipanti

### Teste di serie
| Nazionalità | Giocatore             | Ranking* | Testa di serie |
| ----------- | --------------------- | -------- | -------------- |
| Serbia      | Novak Đoković         | 1        | 1              |
| Svizzera    | Roger Federer         | 2        | 2              |
| Svizzera    | Stan Wawrinka         | 4        | 3              |
| Spagna      | David Ferrer          | 5        | 4              |
| Giappone    | Kei Nishikori         | 6        | 5              |
| Rep. Ceca   | Tomáš Berdych         | 7        | 6              |
| Canada      | Milos Raonic          | 9        | 7              |
| Regno Unito | Andy Murray           | 10       | 8              |
| Bulgaria    | Grigor Dimitrov       | 11       | 9              |
| Francia     | Jo-Wilfried Tsonga    | 12       | 10             |
| Spagna      | Roberto Bautista Agut | 14       | 11             |
| Spagna      | Feliciano López       | 15       | 12             |
| Stati Uniti | John Isner            | 16       | 13             |
| Sudafrica   | Kevin Anderson        | 17       | 14             |
| Francia     | Gilles Simon          | 18       | 15             |
| Italia      | Fabio Fognini         | 19       | 16             |

* Ranking al 20 ottobre 2014.

### Altri partecipanti
I seguenti giocatori hanno ricevuto una wildcard per il tabellone principale:
- Pierre-Hugues Herbert
- Adrian Mannarino
- Édouard Roger-Vasselin

I seguenti giocatori sono passati dalle qualificazioni:

- Kenny de Schepper
- Denis Istomin
- Lucas Pouille
- Sam Querrey
- Jack Sock
- Donald Young

## Campioni

### Singolare
Novak Đoković ha sconfitto in finale  Milos Raonic per 6-2, 6-3.
- È il quarantasettesimo titolo in carriera per Đoković, il sesto del 2014.

### Doppio
Bob Bryan /  Mike Bryan hanno sconfitto in finale  Marcin Matkowski / Jürgen Melzer per 7–6(5), 5–7, [10–6].
- È il centoduesimo titolo in carriera per i Bryan, il nono del 2014.